# Tristan de Salazar
Pour les articles homonymes, voir Salazar.
Étienne Tristan de Salazar, né vers 1431 à Saint-Maurice-Thizouaille, et mort le 11 février 1519 à Paris, est un prélat français, archevêque de Sens de 1474 à sa mort.

## Biographie
Tristan de Salazar est le fils de Jean Salazar, célèbre chef d’écorcheurs passé au service de Louis XI, et de Marguerite, bâtarde de Georges de La Trémoille. Enfant illégitime, il fut caché pendant son enfance au lieu-dit « La Grande Maison », sur la commune de Thorailles (Loiret).
Prieur commendataire de Macheret (ordre de Grandmont) à Saint-Just-Sauvage, il est nommé évêque de Meaux le 25 juin 1473. Le 26 septembre 1474, il est nommé à l’archevêché de Sens en remplacement de Louis de Melun (1432-1474), bien que le neveu de ce dernier ait été nommé par le chapitre. Louis XI le fit nommer pour remercier son père de l’avoir sauvé à la bataille de Montlhéry.
En 1475, il préside l’assemblée du clergé de France à Orléans réunie par Louis XI pour décider d’une guerre sainte contre les Turcs, sur la convocation d’un concile général et le rétablissement de la Pragmatique Sanction de Bourges. En août 1485, il convoque un concile provincial à Sens et confirme les règlements faits en 1460 par Louis de Melun. Il est envoyé une première fois en Angleterre auprès de Henri VII en février 1489 pour le compte de Charles VIII. Henri VII, soupçonneux de sa noblesse, se confie à l'ambassadeur de manière exceptionnelle. Le 25 juin 1490, il est envoyé pour une seconde ambassade en Angleterre, cette fois-ci de manière probablement résidente, obtenant congé un an plus tard, le 1er juin 1491. En 1492, il est en conflit avec le chapitre des chanoines de Notre-Dame de Paris qui lui interdisait d’officier dans la cathédrale. Toujours la même année, il fait « reconstruire les murailles » de Saint-Julien-du-Sault, « détruites pendant les périodes des guerres », qui dépendait de la baronnie des évêques de Sens.
En 1498, il est un des commissaires nommés pour le divorce de Louis XII et de Jeanne de France. Le 13 février 1499 sont émises à Blois des lettres de créance pour une ambassade en Suisse. Maximilien est en guerre et Louis XII y voit une occasion d’alliance avec les Suisses. Tristan de Salazar s’y rend avec Rigault d’Oreilles, gouverneur de Chartres, et le bailli de Dijon. Ils concluront le premier traité d’alliance avec les Suisses. Le 13 mai 1502, il est nommé au Grand Conseil.
En 1507, il accompagne Louis XII en Italie et combat avec courage contre les Génois. En novembre 1511, il participe au concile de Pise, convoqué par Louis XII pour destituer le pape Jules II. En 1514, il préside aux obsèques d'Anne de Bretagne à Saint-Denis puis à celles de Louis XII l’année suivante.

## Le mécène
En 1479, il  commande  au Florentin Francesco Florio une copie du Décret de Gratien (Paris à la bibliothèque de l'Arsenal). Commencé le 9 juillet 1479, le manuscrit est terminé le 12 mars 1481. L'archevêque de Sens en est si satisfait qu'il le fait orner de trente-huit miniatures et d’une reliure digne de lui. Il a également offert au prieuré de Macheret un antiphonaire (Paris, Bibliothèque nationale de France).
De 1475 à 1519, il fait construire l'actuel hôtel de Sens, résidence parisienne des archevêques de Sens dont dépendait alors Paris.

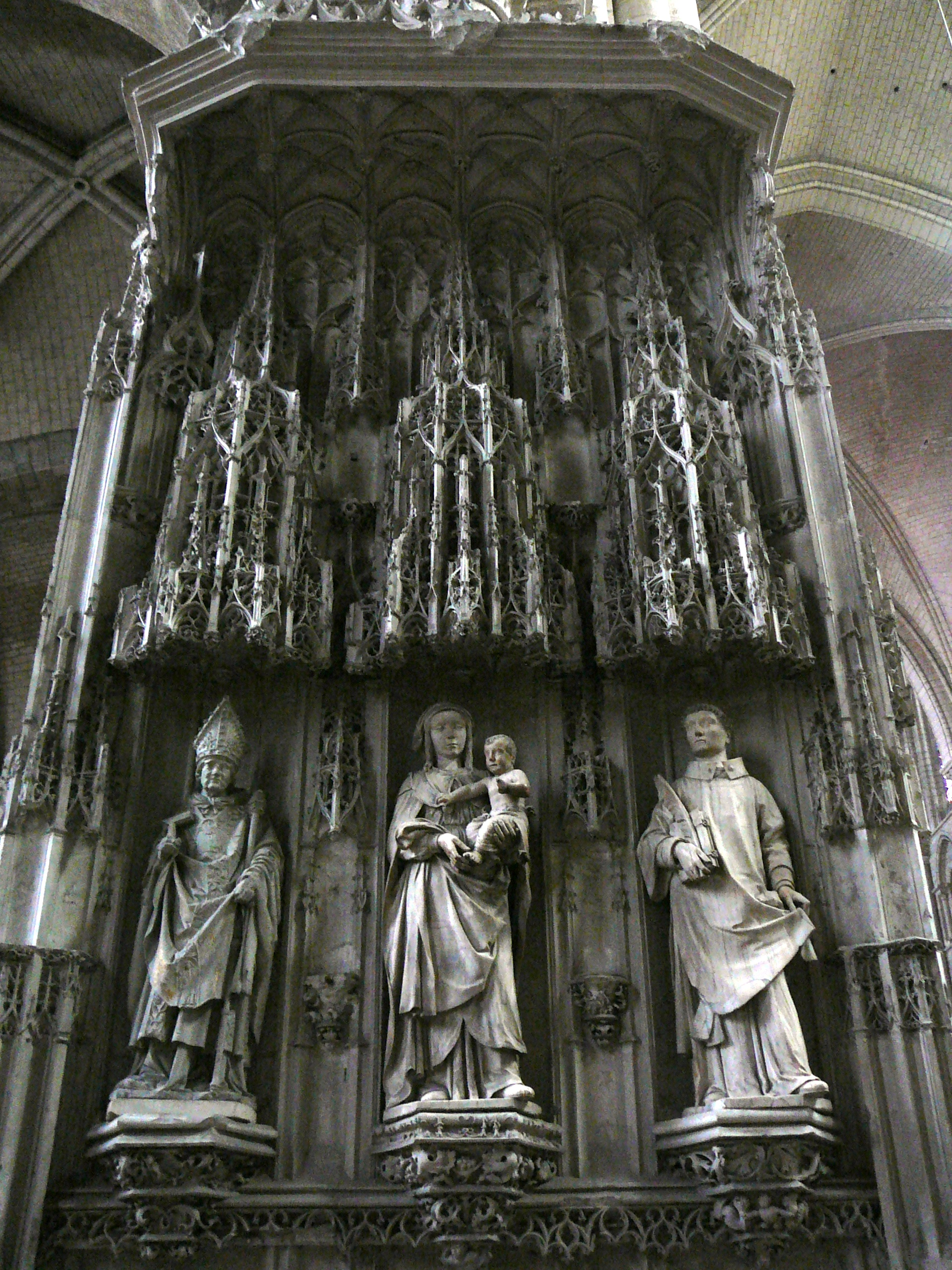

En 1502, il enrichit la cathédrale Saint-Étienne de Sens en offrant les vitraux du Jugement dernier et de La l
Légende de Saint-Étienne. Vers 1510, il y fait ériger une chapelle à la mémoire de ses parents.
Il rapporte de sa campagne avec Louis XII contre Gênes un pied de Saint-Étienne dont il fait don à la cathédrale.
Il rechercha de nombreux bénéfices ecclésiastiques et les chroniqueurs de l’époque le décrivent comme un homme ambitieux, brutal et avare. L'un d'eux écrivit même à son sujet : « un cœur ouvert au démon et fermé à toutes vertus »[réf. nécessaire].
Il fut abbé commendataire de l'abbaye de Saint-Martin d'Autun de l'ordre des Bénédictins, où il fut remplacé par Jean de Salazar, son neveu, fils de son frère Galéas. Jean de Salazar fut aussi archidiacre de Sens, abbé de Saint-Rémy de Sens et prieur de Fontaine-en-Bocage.
Il meurt à l’hôtel de Sens, et est inhumé dans la nef de la cathédrale de Sens.

## Armoiries
« Écartelé au 1 et 4 d'or à cinq piques de fer de sable posé en sautoir et 2 et 3 de gueules à cinq étoile d’or aussi en sautoir et sur le tout d’argent à l’aigle d’azur à deux têtes. »
« al. écartelé, aux 1 et 4, de gueules à cinq molettes d'or, posées en sautoir ; aux 2 et 3, d'or de cinq feuilles de persil de sable, posées en sautoir. »
C’est Tristan de Salazar qui aurait  introduit en France les chapeaux figurant sur les armoiries des prélats, apparus dès 1400 en Espagne.

## Galerie

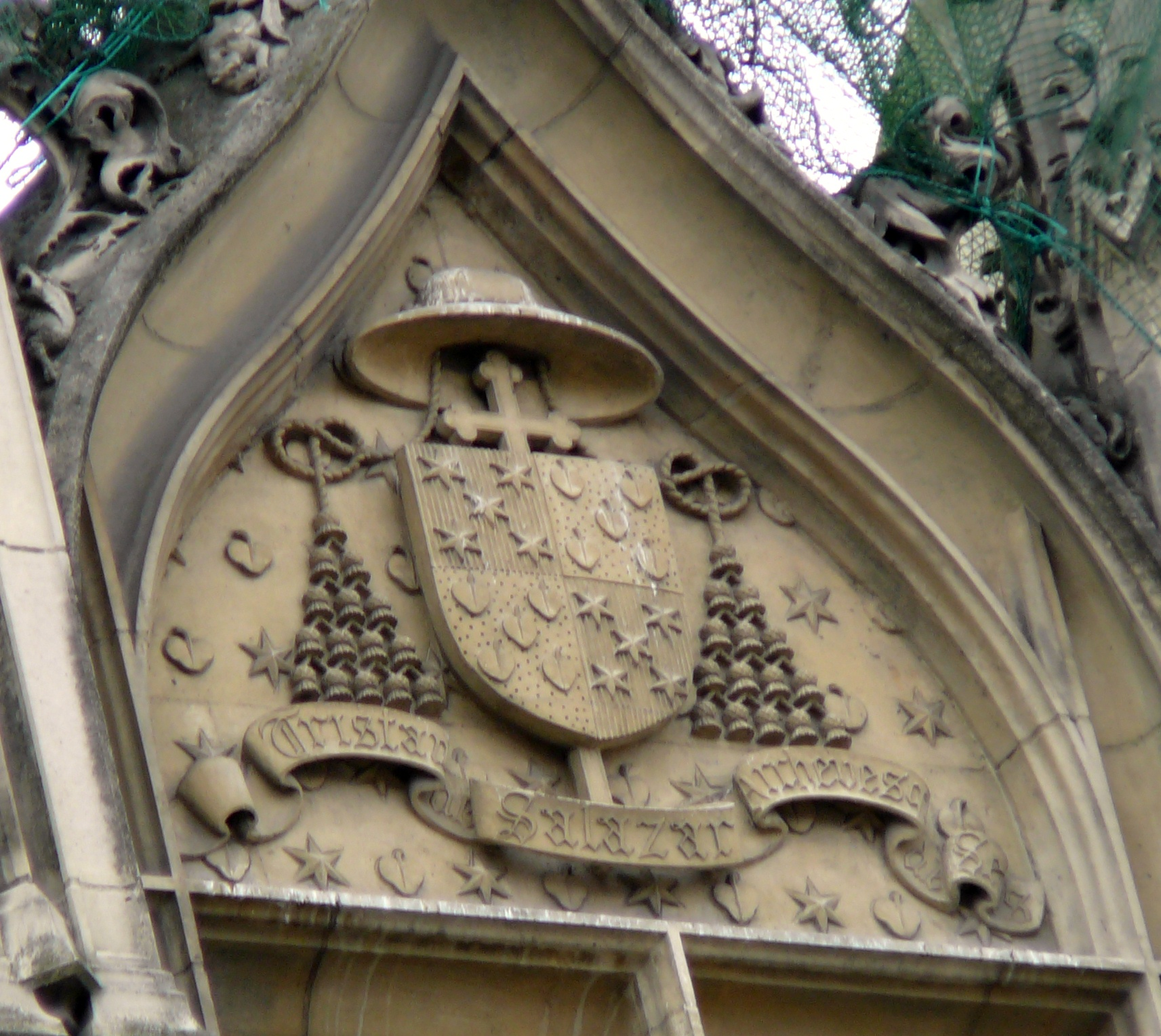
Armes de Tristan de Salazar, archevêque de Sens, Paris, hôtel de Sens.
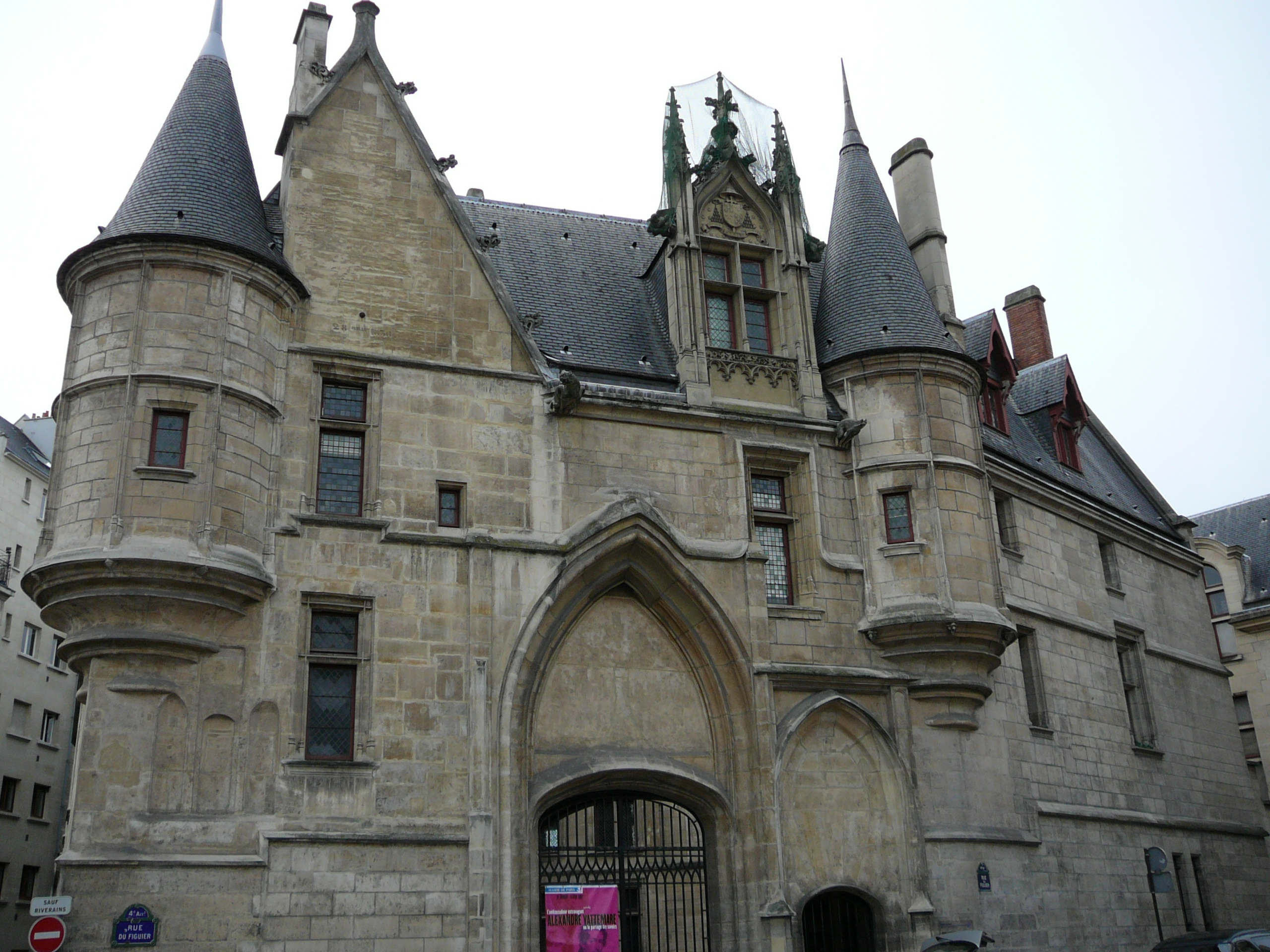
L'hôtel de Sens à Paris.